# کلینتون هارت مریام
کلینتون هارت مریام (انگلیسی: Clinton Hart Merriam؛ ۵ دسامبر ۱۸۵۵ – ۱۹ مارس ۱۹۴۲) یک دانشمند در زمینه جانورشناسی، پرنده‌شناسی، و مردم‌نگاری اهل ایالات متحده آمریکا بود.